# Stanovice (Karlovy Vary-i járás)
Stanovice település Csehországban, a Karlovy Vary-i járásban. Stanovice Krásno, Březová, Teplička, Karlovy Vary, Kolová, Bečov nad Teplou, Bochov, Horní Slavkov, Pila, Útvina és Loket településekkel határos. Lakosainak száma 638 fő (2024. január 1.).

## Népesség
A település lakosságának változását az alábbi diagram mutatja:
| Lakosok száma | 2603 | 2682 | 2358 | 698  | 543  | 489  | 635  | 630  | 610  | 638  |
|               | 1869 | 1890 | 1921 | 1950 | 1980 | 2001 | 2017 | 2019 | 2022 | 2024 |